# Nyctalus
A Nyctalus az emlősök (Mammalia) osztályának a denevérek (Chiroptera) rendjébe, ezen belül a kis denevérek (Microchiroptera) alrendjébe és a simaorrú denevérek (Vespertilionidae) családjába tartozó nem.
A Nyctalus-fajok Európa, Ázsia és Észak-Afrika mérsékelt és szubtrópusi övezeteiben élnek.

## Rendszerezés
A nembe az alábbi 8 faj tartozik:
- kelet-ázsiai koraidenevér (Nyctalus aviator)
- azori-szigeteki koraidenevér (Nyctalus azoreum)
- Nyctalus furvus – korábban azonosnak tekintették a N. noctula-val
- óriás koraidenevér (Nyctalus lasiopterus)
- szőröskarú koraidenevér (Nyctalus leisleri) – típusfaj
- Nyctalus montanus
- rőt koraidenevér (Nyctalus noctula)
- Nyctalus plancyi – korábban azonosnak tekintették a N. noctula-val

### Fordítás
- Ez a szócikk részben vagy egészben  a   Nyctalus című angol Wikipédia-szócikk fordításán alapul.  Az eredeti cikk szerkesztőit annak laptörténete sorolja fel. Ez a jelzés csupán a megfogalmazás eredetét és a szerzői jogokat jelzi, nem szolgál a cikkben szereplő információk forrásmegjelöléseként.